# Disk enclosure

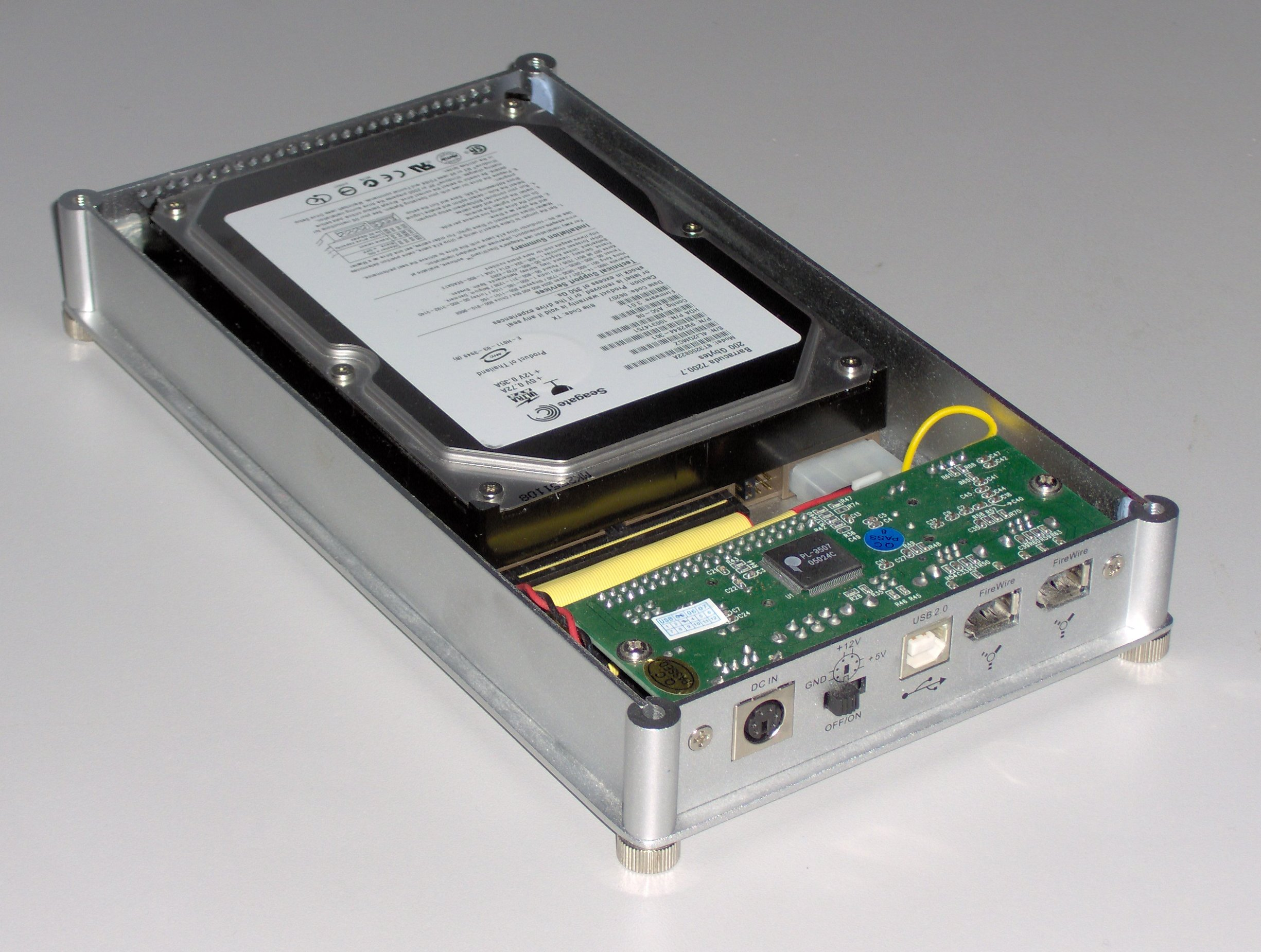
A 3.5-inch USB/FireWire hard disk enclosure with cover removed

Il Disk enclosure (anche detto case esterno per hard disk o box esterno per hard disk) è un involucro progettato per contenere e alimentare un disco rigido e consentire la comunicazione con uno o più computer separati tramite l'esposizione esterna di apposite porte.
Un disk enclosure alimenta il disco contenuto all'interno e converte i dati inviati attraverso il bus dati nativo del disco come SATA o IDE in un formato utilizzabile da una connessione esterna sul computer a cui è collegato (come l'USB o in passato Firewire). In alcuni casi, il processo è banale e prevede esclusivamente una conversione fisica tra connettori diversi. In altri casi invece un sistema embedded separato si occupa di convertire e ritrasmettere i dati nel protocollo corretto utilizzato dal sistema di destinazione.
Gli hard disk esterni, le unità DVD-ROM esterne e altre unità simili sono spesso costituite da un dispositivo interno incassato in una disk enclosure.